# Charles Quigley
Pour les articles homonymes, voir Quigley.
Charles Quigley est un acteur américain né à New Britain, Connecticut, le 12 février 1906, mort le 5 août 1964 à Los Angeles, Californie, États-Unis.

## Filmographie partielle
- 1936 : King of Burlesque de Sidney Lanfield
- 1936 : Le Secret de Charlie Chan (Charlie Chan's Secret) de Gordon Wiles
- 1936 : Lady from Nowhere de Gordon Wiles
- 1937 : Le Coffre magique (Find the Witness) de David Selman
- 1937 : Criminels de l'air (Criminals of the air) de Charles C. Coleman
- 1937 : Girls Can Play de Lambert Hillyer
- 1937 : The Game That Kills de D. Ross Lederman
- 1937 : Le Fantôme du cirque (The Shadow) de Charles C. Coleman
- 1938 : Special Inspector de Leon Barsha
- 1938 : Convicted (en) de Leon Barsha
- 1939 : Les Trois Diables rouges (Daredevils of the red circle) de William Witney et John English
- 1940 : Men Against the Sky de Leslie Goodwins
- 1940 : Mexican Spitfire Out West de Leslie Goodwins
- 1941 : Il était une fois (A woman's face) de George Cukor
- 1941 : Secret Evidence de William Nigh
- 1945 : Duffy's Tavern de Hal Walker
- 1946 : The Crimson Ghost de William Witney et Fred C. Brannon
- 1946 : Larceny in Her Heart de Sam Newfield
- 1946 : Affairs of Geraldine  de George Blair
- 1947 : Three on a Ticket de Sam Newfield
- 1950 : Unmasked de George Blair